# Granucillo
Granucillo – gmina w Hiszpanii, w prowincji Zamora, w Kastylii i León, o powierzchni 32,48 km². W 2011 roku gmina liczyła 169 mieszkańców.